# Црква Светог архангела Михаила у Бољев Долу
Црква Светог архангела Михаила у Бољев Долу саграђена највероватније у периоду од 17. до 19. века, једна је од цркава Православне Епархије нишке Српске православне цркве. Црква је посвећена Светом арханђелу Михаилу, који је својим деловањем спасао многе анђеле отпале од Бога, које је Луцифер повукао са собом у пропаст. Црква слави Аранђеловдан као хришћански празник 21. новембра (8. новембра по старом календару), који по броју људи у српском народу који славе ову славу као крсну, на другом месту.

## Положај
Црква Светог архангела Михаила се налази у селу Бољев Дол (по предању „најбољи до”), у котлини обавијеној јасеновом шумом, окружена ливадама препуним сочне траве, бројним потоцима, и малобројним кућама у којима је према попису из 2011. живело само 5 становника. Овако ушушкана црква није видљива ни из непосредне близине ни са Гугл Земља. Налази се на тачно 40 km од Пирота (преко Планинарског дома) и на 30 – 35 km од Димитровграда.
Администартивно црква припада општини Димитровград и Пиротском управном округу, а црквено Архијерејском намесништву димитровградском.
Географски положај
- Северна географска ширина: 43° 07′ 02"
- Источна географска дужина: 22° 55′ 10"
- Надморска висина: 486 m

## Стање и заштита
Црква, која се налази на поводном и бујицама изложено терену, није у најбољем стању. Иако је комплетно обновљена 1978. годне, мајстори који су радили на рестаурацији цркве нису ваљано одрадили свој посао. Новоизграђени зидови и данас нису иконописани.
Проглашена је за споменик културе у Р. Србији, и 1984. године и уписна у регистар под бројем СК 1055, споменика културе у Пиротском округу. Од тада је под надзором и заштитом Завод за заштиту споменика културе Ниш.

## Историја
Данашња црква Светог архангела Михаила је највероватније подигнута као заштитник села и сеоска слава, у периоду од 17. до 19. века. О томе сведоче сачуване фреске на источној и јужној страни храма, које су највероватније тада и осликане. Док према усменим предањима мештана црква датира из 12. (или 14.) века.
Непосредно поред цркве налази се извор, који и данас кваси и руши темеље цркве. Након Другог светског рата, када је почео да се топи снег са планине, претила је опасност да црква буде однесена. Омладинци који су тада живели у селу изашли су да спасу цркву и скренули су воду. Због овог чина били су кажњени. Након извесног времена ситуација се поновила. Сада нико није смео да спречи катастрофу, да не би био кажњен. Трагедија се догодила, вода је у неповрат однела многе вредне предмете и два зида цркве, и два иконописана зида до краја 1984. година, изложила сунцу и киши, када је црква стављена под заштиту државе.
У селу и око њега налази се 11 камених крстова (не рачнајући она два поред цркве), које су  оскрнавили и оборили трагачи за златом.

### Обнова цркве
Софијска епархија је помогла је прву обнову храма 1912. године са 200 лева, а у току 1978. године Нишка епархија је комплетно рестаурирала цркву.

## Изглед
Црква је сазидана од камена, с гвозденим крстом на крову и храстовим вратима, која се не закључавају. Састоји се од једне просторије, осликане фрескама, од којих су сачуване оне на источној и јужној страни храма. С обзиром да не постоји иконостас, велики број икона поређан је дуж зидова.